# 한국구화학교
한국구화학교(韓國口話學校)는 서울특별시 강동구 고덕동에 소재하는 사립 특수학교이다. 청각장애, 지적장애 학생을 위한 교육환경을 만들기 위해 유치원, 초등학교, 중학교 고등학교, 전공과 과정이 통합된 형태의 학교이다.

## 연혁
- 1962년 7월 21일 : 마포구 구수동 21번지에서 개교
- 1987년 고덕동 297번지로 이전